# Wilhelm Hoegner
Wilhelm Johann Harald Hoegner, né le 23 septembre 1887 à Munich et décédé le 5 mars 1980 à Munich, était un homme politique allemand membre du Parti social-démocrate d'Allemagne (SPD).
Après avoir été avocat puis magistrat, il entre au Landtag de Bavière en 1924, et au Reichstag en 1930. Il s'exile en Autriche puis en Suisse à la suite de l'arrivée au pouvoir d'Adolf Hitler, en 1933, et ne rentre à Munich qu'en 1945. Il est nommé quelques mois plus tard Ministre-président de Bavière et, à ce poste, s'implique énormément dans la rédaction de la Constitution bavaroise de 1946, ce qui lui vaut le surnom de « père de la Constitution bavaroise ».
À la suite des élections de 1946, il est nommé Vice-Ministre-président et ministre de la Justice dans une grande coalition avec la CSU, qui détient pourtant la majorité absolue au parlement régional. L'alliance éclate un an plus tard, et il quitte le pouvoir jusqu'en 1954, lorsque le mauvais score de la CSU lui permet, après avoir formé une coalition de quatre partis, de reprendre la tête du gouvernement régional. Il y renonce en 1957, du fait du retrait de deux partis, qui rejoignent la CSU.
Il continue alors de siéger au Landtag, puis devient député fédéral au Bundestag en 1961. Il démissionne cependant de ses deux mandats en 1962, et se retire ensuite de la vie politique.

## Éléments personnels

### Formation et carrière
Il passe son Abitur en 1907 à Burghausen, puis effectue des études supérieures de droit à Berlin, Munich et enfin à Erlangen, où il obtient son doctorat en 1911. Trois ans plus tard, il se porte volontaire pour accomplir son service militaire mais sa candidature n'est pas accepté pour raisons de santé.
Il commence à travailler en 1917, comme conseiller juridique à Munich, puis accède à la profession d'avocat en 1919. L'année suivante, il devient troisième procureur, puis juge en 1925, et deuxième procureur en 1929. Il prend quatre ans plus tard la présidence du tribunal régional de Munich.

#### Exil
Renvoyé de la fonction publique le 1er mai 1933, il s'enfuit en Autriche au mois de juillet, où il obtient un poste de secrétaire du Parti social-démocrate des travailleurs d'Autriche (SAP). Il quitte le pays en février 1934 et se réfugie en Suisse.
Au cours de son exil, il a utilisé la littérature pour dénoncer le Troisième Reich, publiant, sous le pseudonyme de Urs Liechti, un ouvrage extrêmement satirique sur l'Allemagne hitlérienne, Le retour de Wodan. Carnet de voyage rigolo à partir d'un moment triste, qui raconte l'histoire d'un personnage responsable d'un témoin dans un procès intenté contre Charlemagne pour « insultes au Führer » parce qu'il avait roulé avec sa voiture sur de la poussière peu avant qu'Adolf Hitler ne marche dessus. Ce fut son seul ouvrage sous ce pseudonyme.
En 1939, il conçoit une Constitution du Reich, et rédige pendant deux ans à partir de 1943 un livre baptisé Proposition pour une nouvelle organisation de l'Allemagne, avant d'écrire le texte d'une loi établissant un État de Bavière dans le cadre d'un État fédéral.

#### Retour
Il fait son retour en Allemagne le 6 juin 1945, et rentre aussitôt à Munich où il est chargé par le nouveau Ministre-président de Bavière, Fritz Schäffer, d'une mission de restructuration de l'administration de la justice. Il y renonce en septembre pour prendre la présidence de l'Oberlandesgericht, dont il démissionne au bout de quelques jours.

#### Après 1945
Il retrouve ce poste en 1947, avant d'être désigné procureur général à la cour suprême de Bavière pour deux ans en 1948.

### Vie privée
Il est le fils de Michael Georg Hoegner et Therese Engelhardt, tous deux employés des chemins de fer, et le septième de leurs treize enfants. De religion catholique jusqu'en 1918, il épouse cette même année Anna Woock, de cinq ans sa cadette et avec qui il aura deux enfants.

## Parcours politique

### Sous la République de Weimar
Il adhère au Parti social-démocrate d'Allemagne (SPD) en 1919, et est élu député au Landtag de Bavière cinq ans plus tard. Il y sera notamment rapporteur de la commission d'enquête parlementaire sur la tentative de coup d'État d'Hitler du 8 novembre 1923, dit « putsch de la Brasserie ». En 1930, il est élu au Reichstag et démissionne deux ans plus tard de son mandat régional. Il quitte le parlement national en 1933.

### Après 1945

#### Ministre-président (1945 - 1946)
Le 28 septembre 1945, Wilhelm Hoegner est nommé Ministre-président de Bavière par les autorités d'occupation américaines et forme un gouvernement associant le SPD, l'Union chrétienne-sociale en Bavière (CSU) et le Parti communiste d'Allemagne (KPD), dans lequel il est également ministre de la Justice. Lors de son mandat, il fut chargé par les Américains de mettre en place une nouvelle Constitution.
En février 1946, il est élu président du SPD de Bavière.
Il prend la présidence de la commission constitutionnelle préparatoire en mai 1946, et siège à l'Assemblée régionale constituante de juin à novembre. Son rôle a été particulièrement important dans l'instauration du référendum et de l'initiative populaire, l'égalité entre les écoles confessionnelles et publiques, et l'autonomie locale. Il y a gagné le surnom de « père de la Constitution bavaroise ».
Il assiste en novembre à l'exécution des condamnés à mort du procès de Nuremberg en tant que représentant allemand.

#### Ministre de la Justice et démission (1945 - 1947)
À la suite des élections régionales du 1er décembre 1946, la CSU remporte la majorité absolue au Landtag de Bavière mais forme tout de même une coalition avec le SPD et l'Alliance pour la reconstruction économique (WAV). Hoegner conserve alors son poste de ministre de la Justice et devient Vice-Ministre-président de Hans Ehard. Il démissionne en 1947, bien qu'il soit contre le retrait de la coalition décidé par le groupe social-démocrate, ce qui le conduit à renoncer à la présidence régionale du parti.
Ses positions sur le maintien de la coalition ou la ratification de la Loi fondamentale de la République fédérale d'Allemagne étant différentes de celles défendues par sa formation, il aura avec la direction régionale sociale-démocrate de sévères affrontements jusqu'en 1949.

#### Ministre de l'Intérieur (1950 - 1954)
Aux élections régionales du 26 novembre 1950, le SPD obtient 28 % des voix et 63 députés, tandis que la CSU en récolte 64 avec 27,3 % des voix. Il est alors nommé ministre de l'Intérieur et Vice-Ministre-président dans une nouvelle grande coalition avec la CSU et dirigée par Hans Ehard. Contrairement à l'alliance formée quatre ans plus tôt, celle-ci fonctionne jusqu'à la fin de la législature, en 1954.

#### Ministre-président (1954 - 1957)
Lors des régionales du 28 novembre 1954, les chrétiens-sociaux progressent de dix points, à 38 % et 83 sièges sur 204, tandis que les sociaux-démocrates restent stables avec 28 % des suffrages et 61 députés. Toutefois, à la suite de la formation d'une coalition gouvernementale entre le SPD, le Parti bavarois (BP), le Bloc des réfugiés (GB/BHE) et le Parti libéral-démocrate (FDP), qui dispose de 121 sièges, Wilhelm Hoegner est investi Ministre-président 14 décembre 1954.
Son gouvernement tenta sans succès de réformer la formation des enseignants de l'enseignement primaire. Le 31 janvier 1956, Hoegner déposa au Landtag un document baptisé « manifeste du Palatinat », qui prévoyait le rattachement du Palatinat rhénan à la Bavière à la suite d'un référendum. Celui-ci eut bien lieu mais son résultat ne put être validé, faute de quorum.
L'alliance au pouvoir éclate le 7 octobre 1957, trois semaines après les élections fédérales au cours desquelles la CSU a remporté 57,2 % des voix. Redevenue le premier parti du Land, elle réussit convaincre le GB/BHE de se retirer de la coalition, attitude imitée par le BP quelques heures plus tard. Le chef du gouvernement démissionne dès le lendemain au profit de Hanns Seidel.
Il est aujourd'hui le dernier social-démocrate à avoir occupé le poste de Ministre-président de Bavière.

### Fin de carrière
Il continue de siéger au Landtag de Bavière, où il préside le groupe du SPD de 1958 à 1962, avant d'être élu vice-président de l'assemblée pour huit ans. En 1961, il est élu député fédéral de Bavière au Bundestag mais n'y reste qu'un an. Il se retire de la vie politique en 1970.